# Corpus Medicum
Corpus Medicum är en studentkår vid Lunds universitet. Kåren representerar de ca 3000 studenterna på grund- och avancerad nivå vid den medicinska fakulteten.

## Historik
Kåren skapades 2010 då de olika studentkårerna vid medicinska fakulteten vid universitetet slogs samman, till följd av att universitetsstyrelsen införde en princip om att bara tillåta en kår per fakultet.

## Organisation
I dagsläget består kåren av två sektioner: 
- Medicinska Föreningen Lund-Malmö för Audionom-, Biomedicin-, Logoped-, Fysioterapeut-, och Läkarstudenter, samt studerande vid Masterprogrammet i folkhälsovetenskap, samt
- Vårdvetenskapliga Studentföreningen  för Arbetsterapeuter, Sjuksköterskor, Röntgensjuksköterskor, Barnmorskeprogrammet, Basår i hälsovetenskap samt specialistutbildningar.

Dessa fungerar som självständiga organisationer internt, men agerar utåt som en sammanhållen kår genom sina språkrör tillika sitt presidium som utgörs av respektive kårs ordförande, samt en styrelse som beslutar om gemensamma frågor. 
Tidigare fanns även sektionen Sydsvenska Sjukgymnastinstitutet som då representerade fysioterapeutstudenter. Från och med 2024 har dessa studenter dock upptagits i Medicinska Föreningen. 